# Pimelodella eigenmanni
Pimelodella eigenmanni är en fiskart som först beskrevs av Boulenger, 1891.  Pimelodella eigenmanni ingår i släktet Pimelodella och familjen Heptapteridae. Inga underarter finns listade i Catalogue of Life.